# Lobojkiwka
Lobojkiwka (ukrainisch Лобойківка; russisch Лобойковка Loboikowka) ist ein Dorf in der zentralukrainischen Oblast Dnipropetrowsk mit etwa 2700 Einwohnern (2025).

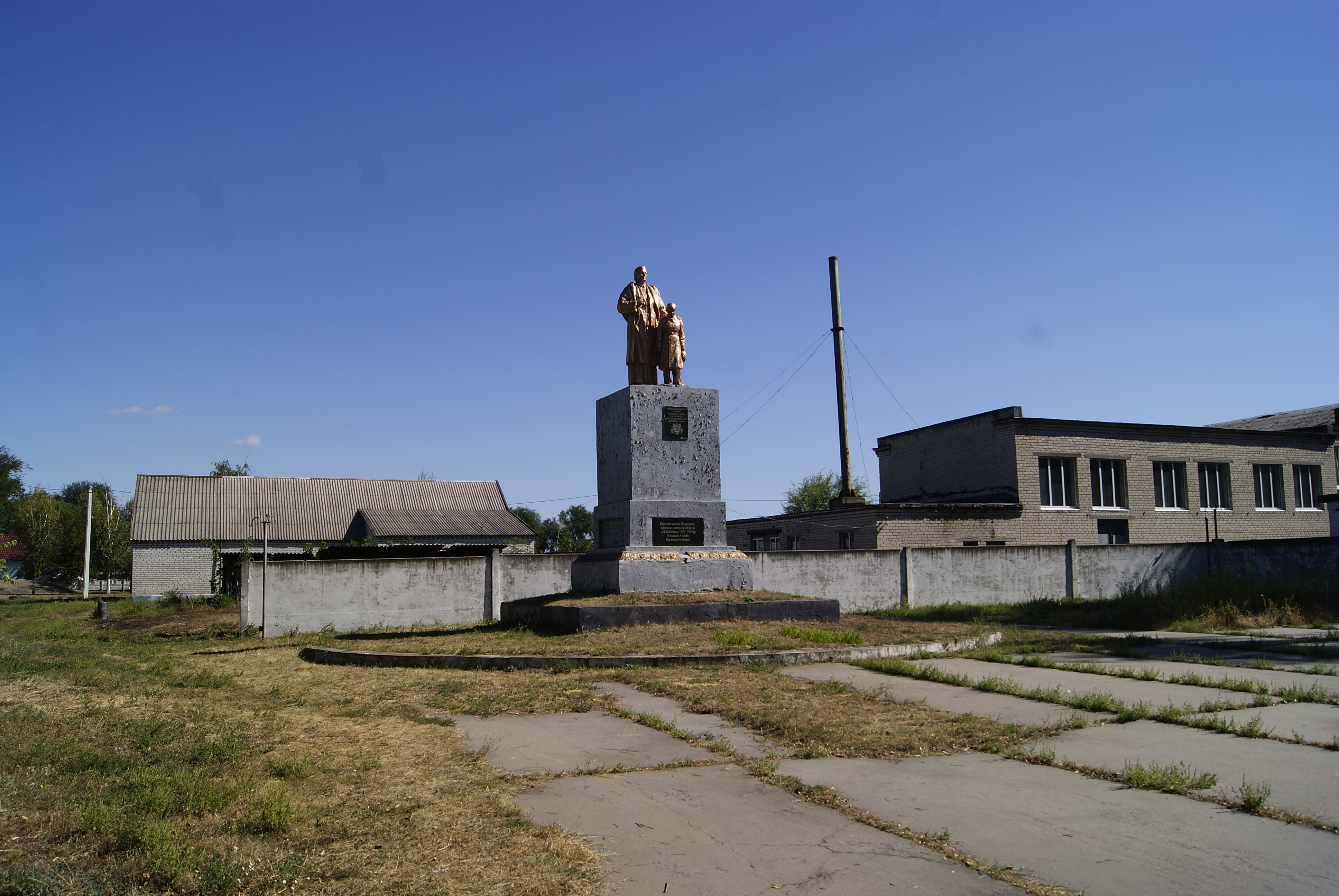
Denkmal im Ort

Lobojkiwka liegt 3 km nördlich vom linken Ufer des Flusses Oril an der Territorialstraße T–04–14 und der Regionalstraße P–52. Das ehemalige Rajonzentrum Petrykiwka befindet sich 7 km nordwestlich und die Oblasthauptstadt Dnipro 44 km südöstlich des Dorfes.
Am 12. Juni 2020 wurde das Dorf ein Teil der neugegründeten Siedlungsgemeinde Petrykiwka, bis dahin bildete es die gleichnamige Landratsgemeinde Lobojkiwka (Лобойківська сільська рада/Lobojkiwska silska rada) im Zentrum des Rajons Petrykiwka.
Am 17. Juli 2020 kam es im Zuge einer großen Rajonsreform zum Anschluss des Rajonsgebietes an den Rajon Dnipro.